# Daniel Hiester
Daniel Hiester, född 25 juni 1747 i Berks County, Pennsylvania, död 7 mars 1804 i Washington, D.C., var en amerikansk politiker. Daniel Hiester var en av de första ledamöterna av USA:s representanthus.
Hiesters far Daniel var en invandrare från Schlesien som hade 1737 flyttat till Goshenhoppen, Pennsylvania.
Daniel Hiester tjänstgjorde i nordamerikanska frihetskriget först som överste, senare som brigadgeneral. Han var ledamot av USA:s representanthus från Pennsylvania 1789–1796. Han avgick från USA:s kongress 1 juli 1796. Han flyttade sedan till Hagerstown, Maryland.
Han tjänstgjorde de tre sista åren av sitt liv åter som kongressledamot, denna gång representerade han Maryland.